# Olios praecinctus
Olios praecinctus är en spindelart som först beskrevs av Ludwig Carl Christian Koch 1865.  Olios praecinctus ingår i släktet Olios och familjen jättekrabbspindlar.
Artens utbredningsområde är New South Wales. Inga underarter finns listade i Catalogue of Life.